# Gasfackel

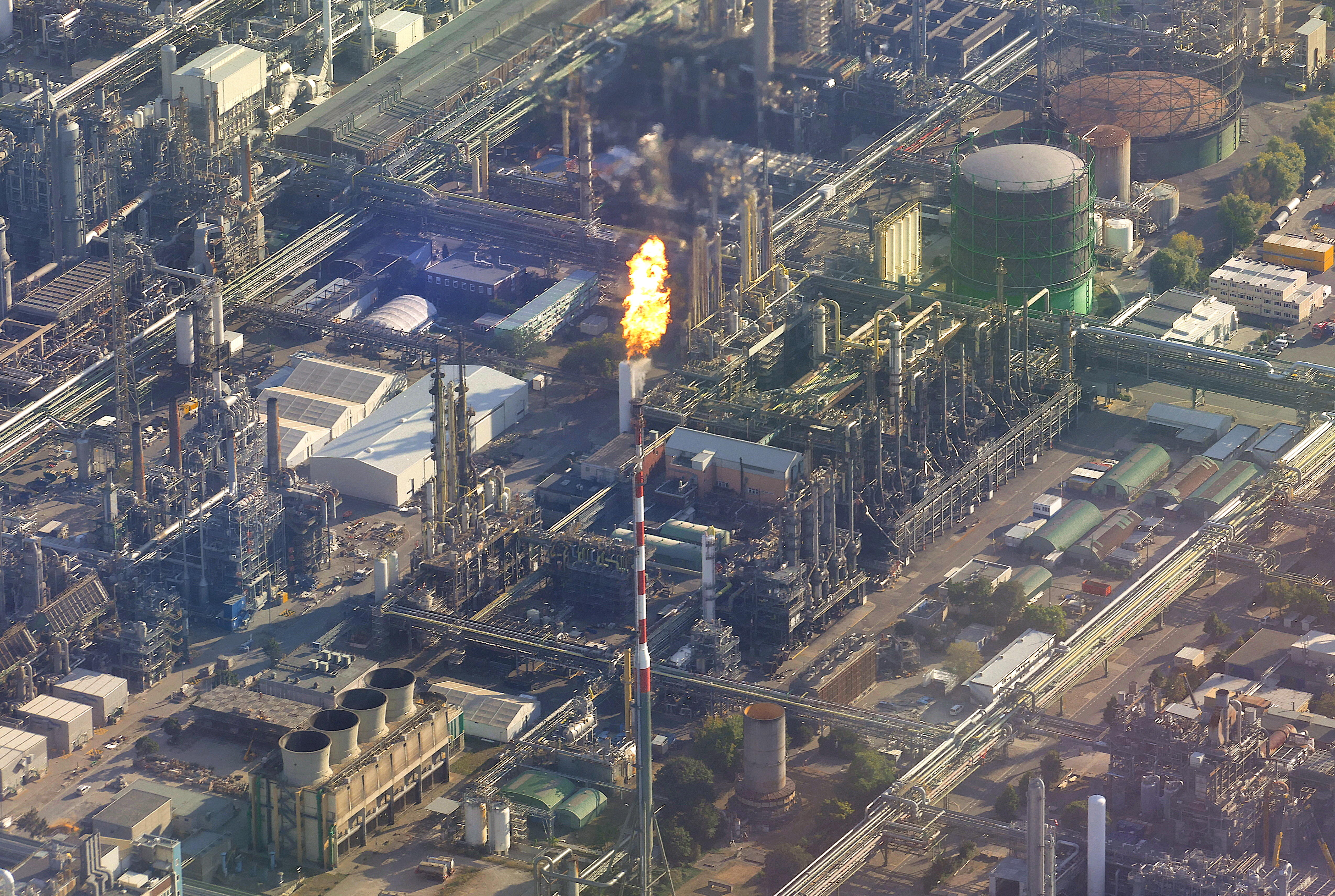
Abfackelung am Steamcracker der BASF in Ludwigshafen

Eine Gasfackel ist eine Einrichtung zur gezielten Abfackelung von brennbaren Gasen, die nicht energetisch oder stofflich genutzt werden. Gasfackeln werden häufig dann eingebaut, wenn diskontinuierlich große Mengen dieser Gase zu erwarten sind, wie es zum Beispiel bei An- und Abfahrvorgängen und Betriebsstörungen der Fall sein kann. Mit Gasfackeln ist eine Minderung des im Abgas enthaltenen organischen gebundenen Kohlenstoffs um 99,9 % möglich. Luftverunreinigende und eventuell klimawirksame Abgasbestandteile werden durch Verbrennung in das weniger umwelt- und klimaschädliche Kohlenstoffdioxid umgewandelt.

## Aufbau

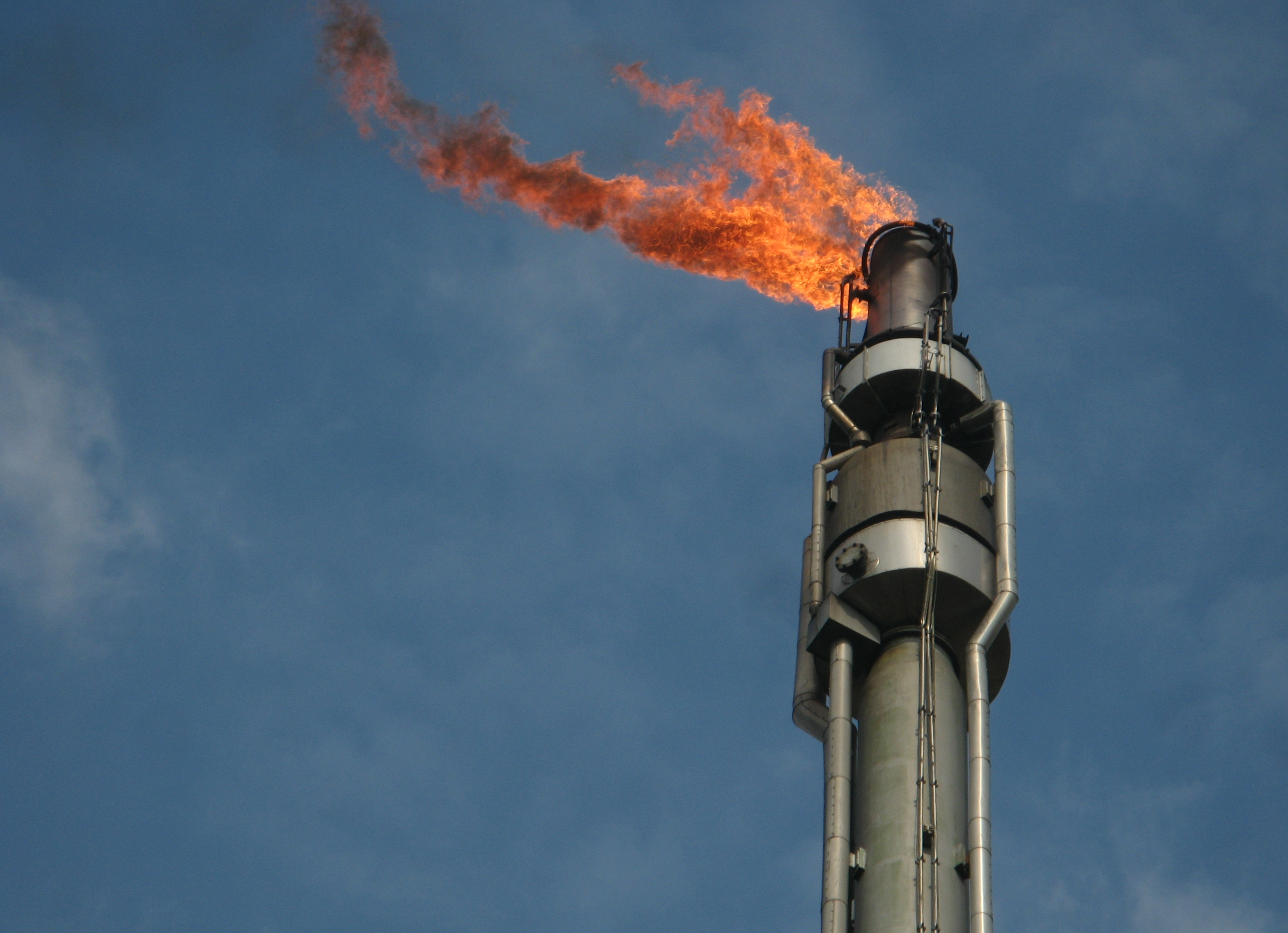
Detailansicht des Brenners der Gasfackel einer Raffinerie

Wesentliche Komponenten einer Gasfackel sind neben dem eigentlichen Brenner Rohrleitungen und eine Tragekonstruktion. Fackeln können zusätzlich mit einem Fackelhut ausgestattet sein. Aus sicherheitstechnischen Gründen gehören zum Fackelbetrieb Sicherungseinrichtungen gegen Flammenrückschlag und Gasmangel sowie ein Schnellschlussventil. Viele Fackeln sind mit einer automatischen Zündung ausgestattet, sodass mittels Zündelektroden und Sensorsteuerung ein automatisierter Fackelbetrieb ermöglicht wird. Sollte ein Fackelbetrieb mit Naturzug nicht möglich sein, ist zusätzlich noch eine Gasfördereinrichtung notwendig.

## Einsatzgebiete

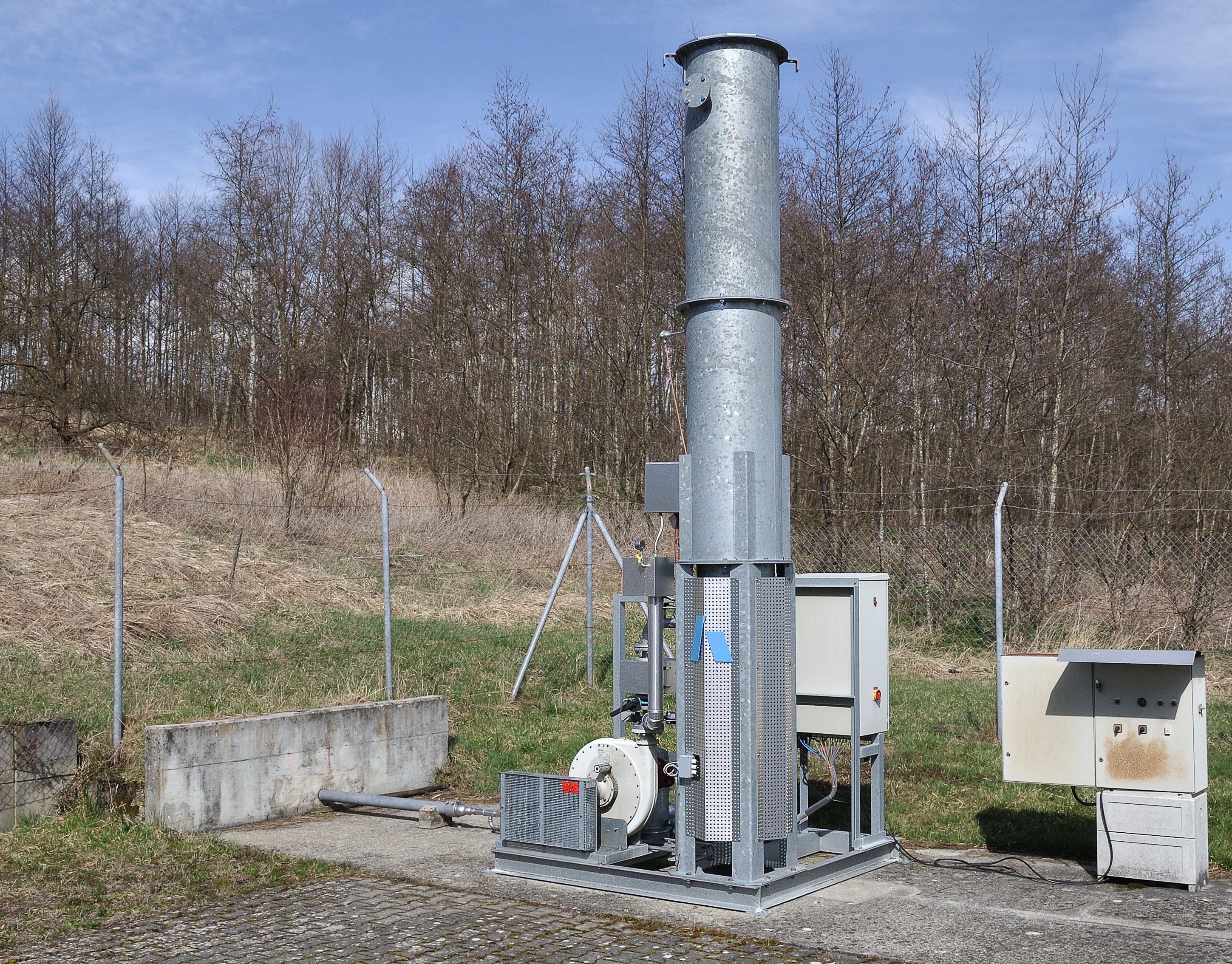
Ausführungsbeispiel einer Deponiegasfackel als Bodenfackel

Für Gasmengen bis ungefähr 100 t/h werden Gasfackeln als Bodenfackeln ausgeführt, für größere Gasmengen bis etwa 1000 t/h kommen Hochfackeln zum Einsatz. Bei Hochfackeln befindet sich der Fackelkopf im Allgemeinen ungefähr 60 bis 100 Meter über dem Boden.

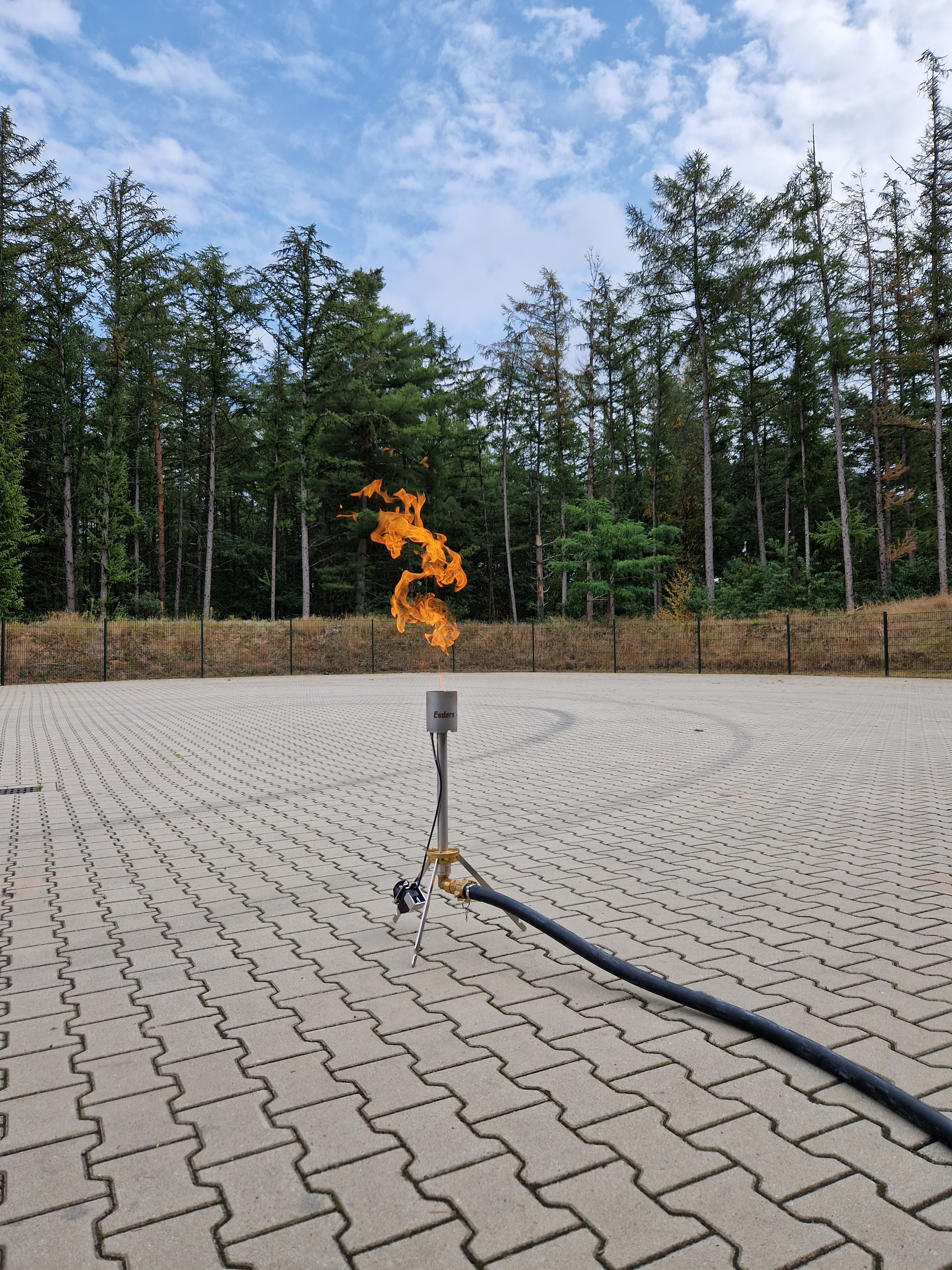
Mobile Gasfackel zur Abfackelung von brennbaren Gasen als Werkzeug für Arbeitsschutz und Umweltschutz im Gas-Verteilnetz

- Bei der Biogaserzeugung dienen Gasfackeln als sogenannte Notfackeln dazu, nicht verwert- oder speicherbare Biogasmengen zu verbrennen.[5] Notfackeln müssen in der Lage sein, die vollständige anfallende Gasmenge sicher zu entsorgen.[6] Bei der Aufbereitung von Biogas zu Biomethan sind fehlerhafte Aufbereitungschargen ebenfalls über eine Fackel zu entsorgen, sofern sie nicht durch andere Maßnahmen verwertet oder beseitigt werden können.[7]
- In der chemischen Industrie werden Fackeln in der Regel zur gefahrlosen Beseitigung brennbarer Gase, die nicht kontinuierlich anfallen, eingesetzt. Der Einsatz erfolgt häufig als Hochfackel.
- Ziel der Abfackelung von Deponiegas ist es zum einen, das Aufkommen von explosionsfähigen Gasgemischen im Deponiekörper oder im Umfeld einer Deponie zu verhindern. Zum anderen soll die Emission von klimaschädlichem Methan reduziert werden. Mit sogenannten Hochtemperaturfackeln ist es möglich, die von der TA Luft geforderte Verweilzeit von mindestens 0,3 s in der mindestens 1000 °C heißen Verbrennungszone einzuhalten.[8] Im Zuge abnehmender Gasqualitäten mit Methangehalten unter 25 % kommen auf Deponien des Öfteren konstruktiv optimierte Hochtemperaturfackeln und unterhalb von ca. 12 % sogenannte Schwachgasfackeln zum Einsatz. Eine Variante für den Betrieb zwischen 12 und 25 % Methan ist, die Mischungszone von Luft und Brenngas durch ein Gewebe räumlich von der Verbrennungszone  zu trennen. Unterhalb 12 % Methan wird der autotherme Betrieb durch Verbrennungsluft- und/oder Gasvorwärmung erreicht.[9][10]
- Bei der Erdölgewinnung kann ein spontanes erhöhtes Gasaufkommen zu verzeichnen sein. Aus Sicherheitsgründen wird darum eine Fackel ständig betrieben.[11]
- Die in Bergbaubetrieben eingesetzten sogenannten Kaltfackeln dienen ausschließlich dazu, das im Grubengas enthaltene Methan gezielt abzuleiten. Eine Oxidation des Gases erfolgt nicht. Sollte es zu einer Entzündung des Grubengases kommen, sorgen Einrichtungen im Fackelkopf für ein Löschen der Flammen.
- Analog zum Biogas wird das in Kläranlagen entstehende Klärgas verwertet. Ist eine Verwertung oder Speicherung nicht möglich, muss über den Betrieb einer Gasfackel eine gesicherte Entsorgung gewährleistet sein.
- In Erdölraffinerien kommen Gasfackeln als Sicherheitseinrichtung zum Einsatz. Es werden hierüber bei Betriebsstörungen in den Rektifikationskolonnen gasförmige Zwischenprodukte kontrolliert abgefackelt.
- Bei der thermischen Abgasreinigung werden kohlenwasserstoffhaltige Abgaskomponenten autotherm oder durch Zuführung eines Brennstoffs oxidiert.[12]
- Im Bereich des Gasverteilnetzes oder des Fernleitungsnetzes werden Gasfackeln zur Reduzierung von so genannten Ausblasmengen (betriebsbedingte Emissionen) eingesetzt. Bei Arbeiten an Gasleitungen muss das Gas aus Arbeitsschutzgründen gemäß DGUV Regel 100-500 2.31 gefahrlos abgeführt werden. Das betrifft die Außerbetriebnahme von Gasleitungen, bei der die Leitung erst entspannt und letztendlich durch einen Spülvorgang entleert werden muss. Zudem betrifft es die Inbetriebnahme von Gasleitungen, wobei Luft in der Leitung so lange durch Einleiten des Betriebsgases herausgespült wird, bis der finale Betriebszustand erreicht ist. Gasfackeln können zur Gewährleistung der Arbeitssicherheit eingesetzt werden, um gefährliche Gasmengen/Gasgemische durch Abfackelung unschädlich zu machen. Zusätzlich können Gasfackeln durch die Reduzierung dieser anfallenden, klimaschädlichen Methanemissionen einen Beitrag zum Umweltschutz liefern.[13] Gasfackeln sind z. B. als Anhänger-Variante verfügbar, welche vorwiegend für Fernleitungsnetzbetreiber im Hochdruckbereich interessant sind.[14] Für das Verteilnetz existieren Mobile Gasfackeln für Anwendungen im Nieder-, Mittel- und Hochdruckbereich und können sowohl bei Hausanschlussleitungen als auch bei Versorgungsleitungen eingesetzt werden.[15]

## Nachteile
Der Betrieb von Gasfackeln erlaubt in der Regel nicht die stoffliche oder energetische Verwertung der abzufackelnden Gase. Eine nachfolgende Reinigung der Abgase ist bei offenen Fackeln ebenfalls nicht möglich. Zudem kann von Fackeln eine erhebliche Lärmbelästigung ausgehen.